# Centre Saint-Martial
Le centre Saint-Martial est un des principaux centres commerciaux de Limoges en France. Il est situé avenue Garibaldi, et a été ouvert en mars 1989, à l'emplacement du site des fabriques de chaussures Heyraud.

## Accès
Le centre est desservi par la ligne de trolleybus de la STCL 2 (arrêt Châteauroux).

## Boutiques
De nombreuses grandes enseignes sont installées dans le centre. Au total, 42 boutiques sont présentes, dont :
- 5 magasins de beauté
- 4 magasins de bijoux
- 1 magasin de décoration (Søstrene Grene)
- 1 magasin de jeux vidéo (Micromania)
- 22 boutiques de mode
- 2 opticiens
- 4 chaînes de restauration rapide
- 1 magasin de sport (Go Sport)
- 3 boutiques de téléphonie

## Rénovation
Durant l'année 2007-2008, le Centre Saint-Martial a subi d'importants travaux de réfection, permettant l'installation d'une nouvelle décoration intérieure, une réhabilitation totale des deux entrées et la mise en place d'une nouvelle signalétique, d'un nouveau site internet et d'un nouveau logo.

Centre Saint-Martial après rénovation
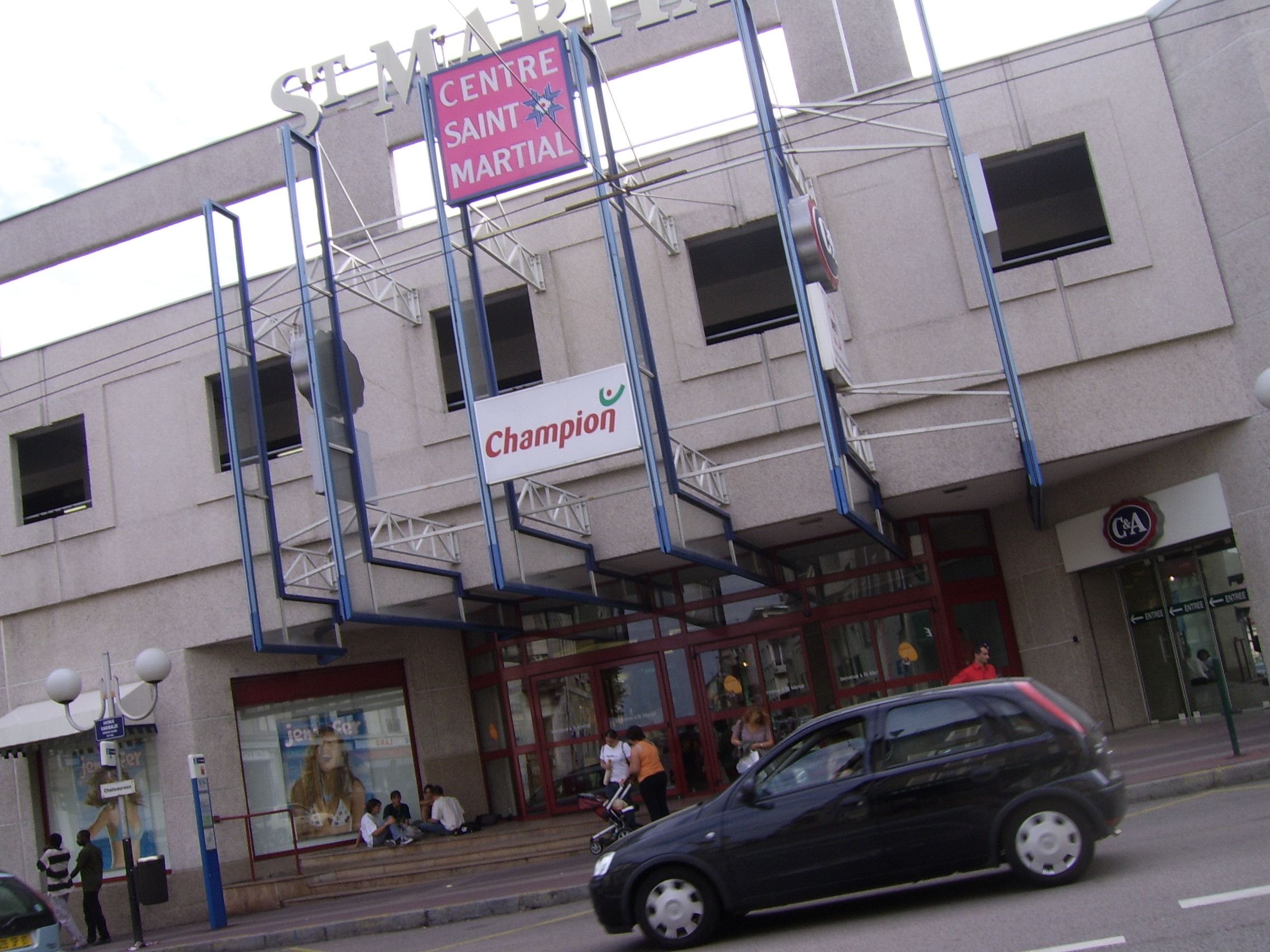
L'entrée nord avant les travaux
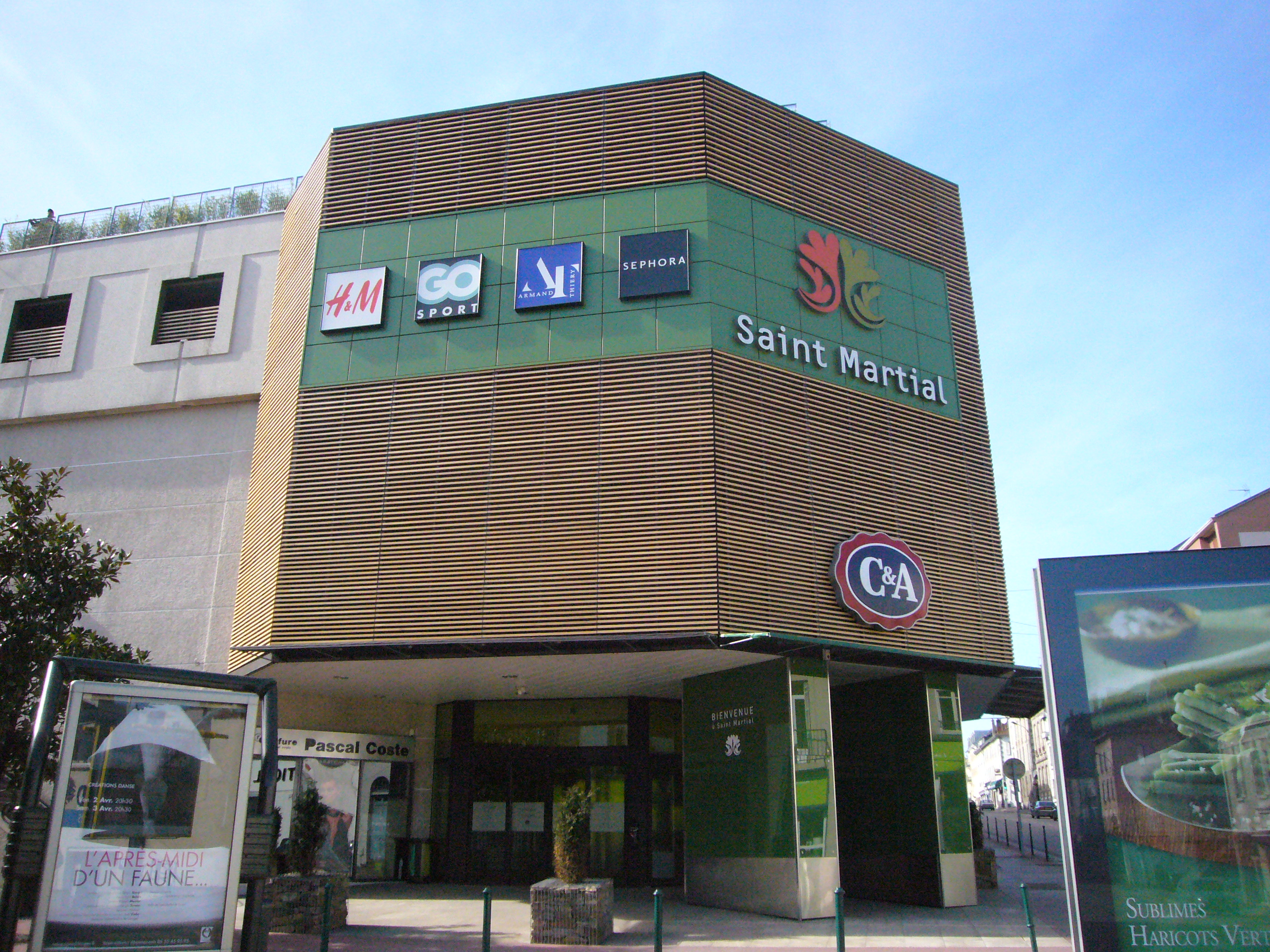
L'entrée sud après les travaux de 2008